# غضنفر بانک
بانک اسلامی افغانستان در ۱ مارس ۲۰۰۹ با ریاست احمد سیر قریشی تأسیس شد.
غضنفر بانک یک بانک تجارتی با جواز کامل از بانک مرکزی افغانستان فعالیت خود را در ماه مارس ۲۰۰۹ آغاز کرده‌است.
سهامداران بانک متعلق به یکی از گروپ‌های تجاری پیشتاز در افغانستان هستند. غضنفرگروپ به عنوان یک نیروگاه صنعتی پیشتاز، در بخش‌های مختلف کلیدی تجاری به عنوان گروپ پیشرو در واردات و توزیع نفت و گاز و سایر بخش‌های مختلف صنعتی فعال است.
در طول ۱۳ سال گذشته غضنفربانک نقش اساسی در بازسازی اقتصاد ملی داشته‌است و امروز بانک ما اساس معیارهای بین‌المللی و اصول اخلاقی قوی ساخته شده‌است. ما به‌طور گسترده محصولات و خدمات را به‌خصوص برای پاسخگویی به نیازها و خواسته‌های بانکی مشتریان خود ارائه می‌دهیم، غضنفر بانک نمایندگی‌های خود را در نقاط کلیدی کشور و شهرها مانند؛ هرات، جلال‌آباد، کندهار، کابل (وزیر اکبرخان، شهرنو، لیسه مریم، سرای شهزاده، کارته چهار، کارته نو و کوته سنگی)، پلخمری، کندز، تخار، مزار شریف و حیرتان که در مجموع غضنفر بانک ۱۵ نمایندگی در سراسر کشور دارد.
تمام فعالیت عملیاتی غضنفر بانک توسط تیم متخصص از دفتر مرکزی در کابل مدیریت می‌شود، درحالی‌که هر نمایندگی توسط مدیرنمایندگی و مدیرعملیاتی تحت حمایت یک تیم پویا از دفتر مرکزی فعالیت دارند.
غضنفر بانک با تمام قوانین دولت افغانستان و مقررات و معیارات بین‌المللی بانکی مطابقت دارد. غضنفربانک مهارت‌های تخصصی را در تمامی زمینه‌های مرتبط مانند مشاورت در موضوعات مالی ارائه می‌دهد، انجام معاملات اسعاری، مدیریت سرمایه‌گذاری در حساب سپرده‌گذاری و معاملات بانکداری اسلامی، معاملات قرضه دهی متوسط و کوچک، معاملات انتقالی پول (سویفت و ویسترن یونین)، معاملات بانکی خرد و کوچک، و معاملات مرتبط با تجارت بین‌المللی و سایر موارد دیگر.